# August Storck

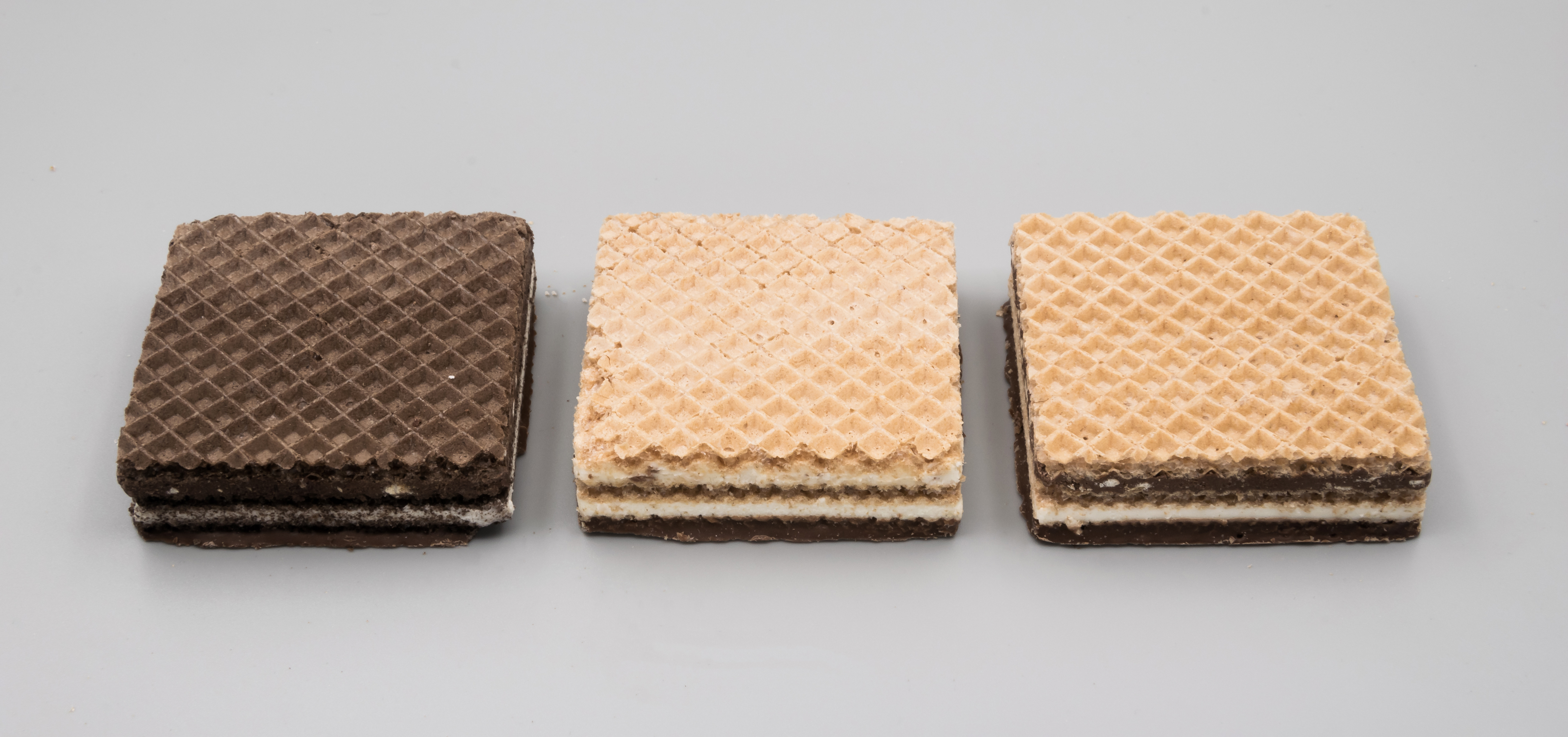
Andruty Knoppers produkowane przez przedsiębiorstwo

August Storck KG – niemieckie przedsiębiorstwo zajmujące się produkcją słodyczy, mające swoją siedzibę w Berlinie, w Niemczech.
Przedsiębiorstwo zostało założone w 1903 roku w Berlinie przez Augusta Storcka, należy do wiodących producentów wyrobów cukierniczych, zatrudniając ponad 7000 pracowników na całym świecie. Wyroby przedsiębiorstwa sprzedawane są w ponad 100 krajach na całym świecie.
Zakłady firmy Storck znajdują się w Ohrdruf (Turyngia), Skanderborg (Dania), Winchester (Wielka Brytania) oraz największe w Halle w Nadrenii Północnej-Westfalii (Niemcy).

## Marki
Do znanych marek produkowanych przez firmę Storck należą:
- Merci
- Toffifee
- nimm2(inne języki)
- nimm2 Śmiejżelki
- Mamba
- Werther’s Original
- Knoppers
- ICEFresh
- RIESEN
- BENDICKS